# Kawu
Kawu is een bestuurslaag in het regentschap Ngawi van de provincie Oost-Java, Indonesië. Kawu telt 2998 inwoners (volkstelling 2010).